# 대동천 (대전)
대동천(大洞川)은 대전광역시 동구 신흥동에서 발원하여, 대전광역시 동구 삼성동에서 대전천과 합류하는 길이 4.5km의 지방 하천이다.
1907년 일제강점기 당시, 대전신궁을 건설하기 위해 소제호를 메우고 수로 변경 공사를 하여 조성한 인공 하천이다.

## 생태하천 복원
만성적인 건천화 문제를 해결하고, 친수 공간 확보를 위해 대동천 구간 중 1.3km 구간에 대해 생태하천 복원사업을 진행하여, 2010년 2월에 대전천 합류지점 ~ 삼성교 구간에 대한 생태하천 복원사업을 완료하였다.